# Matthieu Bonhomme
Matthieu Bonhomme   (París, 17 de juny de 1973) és un autor de còmics de nacionalitat francesa.

## Biografia
Es va introduir en el món de la bande dessinnee dibuixant en el setmanari Spirou de la mà de grans noms com Christian Rossi, Jean-Claude Mézières i Serge Le Tendre.
Va fundar amb l'autor Gwen de Bonneval, la revista juvenil Capsule cosmique. L'any 2003 va rebre l'Alph-Art del festival d'Angoulême amb L'âge de la raison" (2002), la seva primera historieta en solitari. El mateix any va aparèixer Le marquis d'Anaon amb guió de Fabien Vehlmann, una sèrie on s’hi relaten en clau de llegenda els viatges d'un estudiant de medicina del segle xviii, a llocs on s'enfrontarà amb crims i fenòmens misteriosos. La sèrie consta de cinc àlbums, el darrer de l’any 2008.
L'any 2005 apareix editat per l’editorial Dupuis el primer d'una sèrie de cinc volums amb el títol Le Voyage d'Esteban, del qual n’és també guionista. L'any 2006, surt Messire Guillaume (tres volums) amb guió de Gwen de Bonneval, on va rebre el Premi Intergeneracional del festival d'Angulema. Col·labora amb Lewis Trondheim amb l'One Shot Omni-visibilis (2010). Encara amb Lewis Trondheim, va dibuixar Texas Cowboys, un western aparegut primer a Spirou i convertit després en dos àlbums (Dupuis).
El 2018 Dargaud va publicar el primer volum de Charlotte Impératrice, una sèrie biogràfica sobre la princesa belga Carlota de Mèxic, amb Fabien Nury en el guió.

### Lucky Luke
El 2015, amb motiu del setantè aniversari de Lucky Luke, va dibuixar una historieta del popular cowboy atès que el seu propi personatge Esteban havia estat inspirat pels trets del dibuix original de Morris, mort l'any 2001. Publicat el 2016 va sortir l’àlbum amb el sorprenent títol L’homme qui tua Lucky Luke (L’home que va matar Lucky Luke). Molt ben rebut pel públic i la crítica, va obtenir el Premi Saint-Michel al millor àlbum atorgat per l'Ajuntament de Brussel·les i va rebre el premi del públic en el Festival d'Angulema 2017. Igualment amb bones crítiques, es publicà la seqüela Wanted Lucky Luke (2021), de moment el darrer volum en aquesta reinterpretació a l'estil Bonhomme, sobre el personatge del vaquer més ràpid amb la pistola que la seva pròpia ombra.

## Obres
- Victor & Anaïs, 2000. Okapi
- L'Âge de raison, 2002. Carabas
- Le Marquis d'Anaon, amb Fabien Vehlmann, Dargaud / Norma

1. L'Île de Brac, 2002.
2. La Vierge noire, 2003.
3. La Providence, 2004.
4. La Bête, 2006.
5. La Chambre de Khéops, 2008.

- Le Voyage d'Esteban, Dupuis / Norma

1. Le Baleinier, 2005.
2. Traqués, 2006.
3. La Survie, 2009.
4. Prisonniers du bout du monde, 2012.
5. Le sang et la glace, 2014.

- Messire Guillaume, amb Gwen de Bonneval, Dupuis

1. Les contrées lointaines, 2006.
2. Le pays de vérité, 2007.
3. Terre et mère, 2009.
  - El espíritu perdido (recopilació en castellà) Norma

- Omni-visibilis, amb Lewis Trondheim, 2010. Dupuis / Norma
- Texas Cowboys, amb Lewis Trondheim, Dupuis / Norma

1. Texas Cowboys, 2012.
2. Texas Cowboys 2, 2014.

- L'Homme qui tua Lucky Luke, 2016. Lucky Comics / Ediciones Kraken
- Charlotte Impératrice, amb Fabien Nury, Dargaud

1. La Princesse et l'archiduc, 2018.
2. L'Empire, 2020
3. Adios, Carlotta, 2023
4. 60 ans de solitude. 2025

- Wanted Lucky Luke, 2021 Lucky Comics / Ediciones Kraken